# The Narrow Way
The Narrow Way – utwór brytyjskiej grupy rockowej Pink Floyd, pochodzący z jej czwartego albumu studyjnego – Ummagumma. Zarówno tekst, jak i kompozycja stworzone zostały przez gitarzystę Pink Floyd, Davida Gilmoura, który podzielił ją na trzy części.

## Geneza utworu
Pierwsza część nosi nazwę „Baby Blue Shuffle in D major”, otrzymała ją podczas nagrania audycji w siedzibie BBC, 2 grudnia 1968 roku. Dość mocno przypomina ona kompozycje takie jak „Rain in the Country (take 1)”, czy „Unknown Song”, nagrane jako ścieżka dźwiękowa do filmu Zabriskie Point (w reżyserii Michelangelo Antonioniego), na przełomie listopada i grudnia 1969 roku. Trzecia część utworu została włączona w widowisko sceniczne The Man and the Journey, jakie zespół przedstawiał podczas swojej trasy koncertowej w roku 1969.
Pomimo iż trzy części – zgodnie z nazwą – tworzą jedną całość i na płycie występują kolejno po sobie, to różnią się znacznie pod względem tempa i brzmienia.